# Маас, Питер
Питер Маас (27 июня, 1929 – 23 августа, 2001) был американским журналистом и писателем. Он родился в Нью-Йорке и учился в Университете Дьюка. У Мааса были голландские и ирландские корни.
Он был биографом Фрэнка Серпико, офицера полиции Нью-Йорка, давшего показания против коррупции в полиции. Он также является автором бестселлера номер один New York Times, "Underboss", о жизни и временах Сэмми «Быка» Гравано.
Среди других его известных бестселлеров - «Исповедь мафиози. История Джозефа Валачи, рассказанная им самим», «Manhunt» и «In a Child's Name», получившего в 1991 году премию Эдгара за лучшую книгу о фактах преступления. Документы Валачи, в которых рассказывается история перебежчика из мафии Джозефа Валачи, в широком круге людей считаются плодотворным произведением, так как породили целый жанр книг, написанных бывшими мафиози или о них.
Питер Маас был женат на Одри Геллен Маас, от которой он усыновил сына Джона-Майкла Мааса. Одри умерла в 1975 году. Маас умер в Нью-Йорке в возрасте 72 лет, 23 августа 2001 года.  У него остались третья жена Сюзанна и их сын Терренс. Он снялся в эпизодической роли самого себя в эпизоде Homicide: Life on the Street.